# Rivière Baker
Pour les articles homonymes, voir Baker.
La Rivière Baker est un affluent du fleuve Saint-Jean, coulant dans le comté de Madawaska, dans la partie Nord-Ouest du Nouveau-Brunswick, au Canada.

## Géographie
La rivière Baker prend sa source au Lac Baker (Nouveau-Brunswick) (longueur: 7,9 km; altitude: 205 m). La partie Nord du lac s’étire sur 0,8 km vers le Nord-Ouest au Québec dans la municipalité de Saint-Jean-de-la-Lande. Ce lac comporte une île centrale d’une longueur de 1,2 km et d’une largeur maximale de 0,3 km, comptant une cinquantaine de chalets. Ce lac s’approvisionne en eau du ruisseau Kitchen (venant de l’Ouest, soit du Québec); l’embouchure de ce dernier est située sur la frontière interprovinciale dans la partie Nord-Ouest du lac.
La décharge du Lac Baker (Nouveau-Brunswick) est situé sur la rive nord-est. Il est situé à:
- 2,4 km au sud de la frontière entre le Québec et le Nouveau-Brunswick;
- 11,2 km au nord-ouest d’une courbe du fleuve Saint-Jean située au Nouveau-Brunswick;
- 6,9 km au sud du centre du village de Saint-Jean-de-la-Lande qui est situé au Québec.

À partir du Lac Baker, la rivière Baker coule sur environ 28 km:
- 2,8 km vers le Nord-Est, jusqu'au ruisseau à Jerry (venant du Nord-Est);
- 4,6 km vers le Sud-Est, puis le Nord-Est, jusqu’au ruisseau des Ouellette (venant du Nord-Ouest);
- 1,3 km vers le Nord-Est, jusqu’à la confluence de la rivière Baker Nord (Nouveau-Brunswick) (venant du Nord-Ouest);
- 5,4 km vers le Sud-Est en serpentant jusqu'à la confluence du ruisseau Grand-Reed (venant du Nord-Est);
- 4,2 km vers le Sud-Est, en recueillant les eaux du ruisseau Sisson (venant du Nord), jusqu’au pont routier;
- 8,5 km (ou 4,8 km en ligne directe) vers le Sud-Est en serpentant jusqu'à sa confluence[2].

La « rivière Baker » se déverse sur la rive Nord du Fleuve Saint-Jean, à Baker-Brook, face à l’île Baker qui appartient à un archipel d’îles dans cette zone. Dans ce secteur, le Fleuve Saint-Jean constitue la frontière entre le Canada (Nouveau-Brunswick) et les États-Unis (Maine). À partir de la confluence la rivière Baker, le fleuve Saint-Jean traverse le Nouveau-Brunswick vers le Sud-Est jusqu’à la rive Nord de la Baie de Fundy, laquelle s’ouvre au Sud-Ouest dans l’Océan Atlantique.
La confluence de la rivière Baker est située à :
- 22,8 km en amont de la confluence de la rivière Madawaska (fleuve Saint-Jean) laquelle se déverse dans la ville d’Edmundston;
- 10,1 km en aval de la confluence de la rivière Fish;

## Toponymie
Le terme « Baker » est un patronyme de famille d’origine anglophone.